# Hiskel Tewelde
Hiskel Tewelde, född 15 september 1986, är en eritreansk långdistanslöpare.
Tewelde tävlade för Eritrea vid olympiska sommarspelen 2016 i Rio de Janeiro, där han blev utslagen i försöksheatet på 5 000 meter.